# Zack Khan
Zack Khan, né le 1er juillet 1980 au Cachemire est un culturiste professionnel, affilié à la Fédération internationale de bodybuilding et fitness (IFBB).

## Biographie

### Blessure
Le 8 juin 2010, Zack est victime d'une rupture de tendon rotulien (au genou) lors d'une flexion sur jambes en soulevant une charge de 320 kilogrammes.

## Prix
- 2013 IFBB Dallas Europa Supershow - 7º
- 2009 IFBB UK British Championships - 1º
- 2008 IFBB UK British Championships - 4º
- 2007 IFBB UK British Championships - 2º
- 2006 IFBB UK British Championships - 2º
- 2005 IFBB UK British Championships - 2º
- 2004 Championnats Univers - 6º
- 2002 IFBB UK British Championships - 3º
- 2001 IFBB UK British Championships - 2º
- 2000 IFBB UK British Championships - 4º
- 2000 Mansfield - 2º
- 1999 Mansfield - 2º
- 1998 Mansfield - 1º

### Source de la traduction
- (es) Cet article est partiellement ou en totalité issu de l’article de Wikipédia en espagnol intitulé « Zack Khan » (voir la liste des auteurs).